# Iso-Valkeainen
Iso-Valkeainen är en sjö i Finland. Den ligger i kommunen Suomussalmi i landskapet Kajanaland, i den nordöstra delen av landet, 600 km norr om huvudstaden Helsingfors. Iso-Valkeainen ligger 223,8 meter över havet. Den är 25,02 meter djup. Arean är 1,2 kvadratkilometer och strandlinjen är 6,75 kilometer lång. Sjön  ingår i Uleälvens huvudavrinningsområde. 